# MIDICRONICA
MIDICRONICA（ミディクロニカ）は、覆面ヒップホップユニット。
メンバーの名前は全て3桁の数字。
イラストレーターのSteroidの描くキャラクターをオルターエゴとしてのメインイメージに据え、HP上でのストーリー進行と同時にCDをリリースする。さらに参加したアーティストがキャラクター化され、MIDICRONICAの世界の中に存在することにより、メンバーが増殖するというコンセプトで活動するメディアミックスプロジェクトである。

## 来歴
1stアルバム「#501」に収録されている 「sanfrancisco」はアニメ「サムライチャンプルー」
最終話のエンディングテーマとして起用される。現在、デジタル音楽配信で世界各国(国内外500サイト以上）への音楽配信が行われアメリカやフランスでもレビューが付き好評を得る。2008年ショートアニメDVD付の2ndアルバムや国内アーティストでは先駆けiPhone専用アプリをリリースし、メディアミックスプロジェクトとして、さらなる広がりを見せた。その後Mini Album、Official Bootleg ALBUM、894ソロアルバム、2枚同時にRemix Albumとそれに伴うリミックスコンテストなど次々と発表。2012年3月 Shin-Skiとのコラボアルバム「color」を発表。さらに2013年には4作目となるフルアルバム「#303」を発表。

## キャラクター化
MIDICRONICAの世界の体？としてのキャラクター化された人物
| ナンバー | アーティスト名               | プロフィール |
| -------- | ---------------------------- | --- |
| 001      | SONOMI (歌手)                | くレーベル所属の女性シンガー。 |
| 020      | The LASTTRAK                 | TakacencoとC.Sayidによるトラックメイカーユニット。 |
| 026      | 大高ジャッキー               | SUPER STUPIDのボーカル＆ギタリスト。 |
| 082      | ペロスポーツ                 | 1st ALBUMとFREAK'S MANSIONに参加したレゲエシンガー。元？メンバー。 |
| 105      | DJ JUCO                      | ヒップホップグループFULLMENBERのDJ/トラックメイカー。 |
| 106      | タカチャ                     | レゲエアンドブルースシンガー。 |
| 108      | TOMOYA KISHIMOTO             | VJ / Visual Space Direction / coordinator&Projection Director プロジェクターを使った企画のコーディネートや映像空間演出。映像作品の展示、屋内外のイベントにおいて、空間設計からシステム構築、設営、映像送出まで多岐に渡り活動。           |
| 114      | TSUBOI                       | アルファ (音楽グループ)のMC。 |
| 123      | 今泉                         | Astro (ユニット)の副島ショーゴとトラックメイカーグループTha Under Starsとして活動中。 |
| 216      | YOU-SEE                      | ヒップホップグループFLOAT JAM(Zipblock) のMC。 |
| 298      | 不動                         | MIDICRONICAのマネジャー LIVE時のDJも行う。 |
| 462      | Shin-Ski                     | 兵庫県尼崎市出身のトラックメイカー/プロデューサー/DJ ShinSight Trioのメンバー。Insight、Time Machine、Funky DL、日本のロックバンドくるりの「赤い電車」など海外・国内アーティストのアルバムにて、トラック制作やリミックスを多数手掛ける。 |
| 500      | タカツキ                     | ウッドベース吟遊詩人Samurai Troops、SUIKAなどにも所属するMC。 |
| 560      | 熊井吾郎                     | くレーベル所属のDJ/トラックメイカー/MPC奏者 KREVA、CUEZERO、SONOMIのバックDJ、MPCを担当。 |
| 563      | AWANE kousuke                | 元メンバー？DJ/トラックメイカー。現在、井上薫主宰SEEDS AND GROUNDに所属。 |
| 601      | WADA                         | アルファ (音楽グループ)のMC。 |
| 634      | DELMONTE (Zipblock)          | DJ/トラックメイカー DELMONTE STUDIO。 |
| 666      | MASARU IWABUCHI              | Astro (ユニット)のトラックメイカー 噛むとフニャン feat.Astroなど作曲。 |
| 708      | AIM                          | 2ndアルバムの1名のみの特典キャラクター化で当選。DJ CalpiSとしてDJとしても活動。 |
| 808      | Asayake Production           | DJ・プロデューサーであるWARA、長谷川範文（N.HASEGAWA）、そしてトラックメイカーのASHIDAの3人によるサウンドプロダクション。 |
| 818      | DJ Ryow a.k.a Smooth current | DJ/トラックメイカー。ShinSight Trio, Levitatorzのメンバー。CL Smooth、Funky DL、DJ KRUSH、Fat Jon等、国内外の有力アーティストと共演。Insight、Time Machine、Styles of Beyond等のアーティストのリミックスや楽曲提供も行なっている。       |
| 893      | La Melomania                 | ジャズ、ボサノヴァ、ファンクやSOULのエッセンスをちりばめた、心地よいビートをクリエイトするユニット。 |
| 910      | studio-KIN                   | 池添隆博、永作友克、三浦陽からなるアニメーション制作団体。 |
| 911      | studio-KIN                   | 池添隆博、永作友克、三浦陽からなるアニメーション制作団体。 |
| 922      | studio-KIN                   | 池添隆博、永作友克、三浦陽からなるアニメーション制作団体。 |
| 967      | GUMUNA                       | 清水マサミ、蟹江大介からなるテクノ・ユニット。 |

## ディスコグラフィー

### シングル
- 『PAUSE』 (crown cracker)    (2020年9月28日) Digital Single
- 『Butterfly Feat. 呂布カルマ』 (crown cracker)    (2022年2月10日) Digital Single & 7inc レコード

### アルバム
- 『#501』 （sonimage-lab） （2005年4月27日）  1st ALBUM
- 『#209』 （RefRain Records） （2008年5月28日）MIDICRONICA 2nd ALBUM  ショートアニメDVD付
- 『.co.lab』 （RefRain Records） （2009年4月29日） mini ALBUM
- 『403 forbidden 寅』 （??????） （2010年3月7日） official bootleg ALBUM　MIDICRONCIA SHOP限定販売
- 『color』 （crown cracker） （2012年3月23日） MIDICRONICA x Shin-Ski名義
- 『#303』 （crown cracker） （2013年11月28日）4th ALBUM
- 『#777』  (crown cracker)    (2015年11月25日) 5th ALBUM
- 『#101』  (crown cracker)    (2018年9月26日) 6th ALBUM
- 『TRASHBOX #01』  (crown cracker)    (2021年2月26日) mini ALBUM
- 『TRASHBOX #02』  (crown cracker)    (2021年5月21日) mini ALBUM
- 『Butterfly RL』  (crown cracker)    (2022年4月27日) mini ALBUM

### リミックスアルバム
- 『Remix Project 改(KAI)』 （RefRain Records） （2011年6月10日）
- 『Remix Project 混(KON)』 （RefRain Records） （2011年6月10日） MIDICRONCIA SHOP限定販売
- 『Remix Project 改混(KAIKON) No.818 』 （RefRain Records）（2011年7月11日） Digital Only
- 『Remix Project 改混(KAIKON) No.210』（RefRain Records） （2011年7月11日） Digital Only
- 『Remix Project 改混(KAIKON) No.105』（RefRain Records） （2011年7月11日） Digital Only
- 『Remix Project 改混(KAIKON) Zipblock』（RefRain Records） （2011年7月11日） Digital Only
- 『Remix Project 改混(KAIKON) No.020』（RefRain Records） （2011年7月11日） Digital Only
- 『Remix Project 改混(KAIKON) Remix Contest Winner’s work!!!!』 （RefRain Records） （2011年7月11日）

### コンピレーションアルバム
- 『MIDICRONICA PRESENTS FREAK’S MANSION』 (KSR)  （2005年9月21日）

### LIVE 音源
- 『Sence of Wonder Special Live Set 2011.05.28 』 （2011年7月31日） 音楽配信サイト「OTOTOY」のみで販売。

### メンバーソロ作品
- 『CHAOS PLANET』/ 894(MIDICRONICA) （crown cracker） （2012年6月28日）
- 『ANOME』/ MIDICRONICA 716 （crown cracker） （2013年4月12日）
- 『#894』/ 894(MIDICRONICA) （crown cracker） （2014年6月20日）

### 参加作品
- Mr.Summer pt’4 feat.迷子,894(MIDICRONICA) pro.TOMOZ  / ISH-ONE *Digital Release Only
- XI / XKHALIVAS
  - PAY ME YA RENT / ND(FLOAT JAM) ft SAGGA,716(MIDICRONICA) track by XKHALIVAS
  - 870 / SAGGA ft 894(MIDICRONICA) track by XKHALIVAS
  - 1942 / SAGGA ft 894 (MIDICRONICA)track by XKHALIVAS
- Play for Japan 2012 / V.A
  - lie⇒luck (purple) / MIDICRONICA × Shin-Ski
- HELLO!!! vol.4 / Various Artists
  - SUPERSONICLOVE/ 空也MC×k-over×894(MIDICRONICA)
- 感涙ドラマチカ / Flying96
  - FLIP da STYLE feat.716(MIDICRONICA)
  - 負債とビート feat.C.R.E.A.M SODAZ
- YINGYANG PRODUCTION PRESENTS 『JP STATE OF MIND Vol.05』
  - 870 by SAGGA feat’ 894 pro. by XKHALIVAS
  - Everything Around Me by MIDICRONICA pro. by WHEEL
- Moonlight Sunrise / ShinSight Trio
  - Rhyme Physics feat. Midicronica, SKY-HI
- YAMANOTE LINE DREAMER(S) / ZIGHT×MIDICRONICA×LOW JACK THREE *Digital Release Only
- Voco Midi Remix / MIDICRONICA
- vital signs / Fragment
  - lycanthropy feat. MIDICRONICA
- LOVE ALL / Baby Rip
  - Under the sky feat.894(MIDICRONICA)
- DJ 49 PRESENTS 『Roots 134』
  - San Francisco / Midicronica
- UNDER CURRENT / AIR EI-ONE
  - 行方知レズ feat METEOR / DEJI / 894
- Teruo aka BAYAKA PRESENTS 『NIP-JAP』
  - Smokaz Sweets feat.Midicronica

### その他の名義作品
- 『喫茶DARK SIDE』 / C.R.E.A.M SODAZ(894+メリヤス♀+SHU-SUI)
- 『HAPPY BIRTH DEATH』 / 894＋DELMONTE=NYC
- 『Yattuke Restaurant』 / SOY SAUCE BROS（894(HAKUSHI)+TAK THE CODONA+DELMONTE a.k.a 634 + カルデラビスタ）
- 『wheres there a moon that is mine』 / ShinSight Trio (462 + 818 + ???) *ジャケットをSteroidが制作。
- 『やっつけコロシアム』 / 呪煙 a.k.a JUGEM(894(HAKUSHI)+TAK THE CODONA+DELMONTE)